# 구라가노역
구라가노역(일본어: 倉賀野駅, くらがのえき)은 일본 군마현 다카사키시에 있는 역이다.

## 운행노선
- 동일본 여객철도（JR동일본）
  - 다카사키 선
  - 쇼난 신주쿠 라인
  - 하치코 선(고마카와 - 다카사키. 비전철구간)

## 타는 곳
| 1 | ■다카사키 선                                  | 다카사키・마에바시 방면                                                        |
| 1 | ■하치코 선                                    | 다카사키행                                                                     |
| 2 | (정기적으로 운행하는 열차는 진입을 하지 않음) | (정기적으로 운행하는 열차는 진입을 하지 않음)                                  |
| 3 | ■다카사키 선                                  | 구마가야・오미야·우라와·아카바네·우에노 방면                                   |
| 3 | ■쇼난 신주쿠 라인（도카이도 선 직결）         | 구마가야・오미야·이케부쿠로・신주쿠・요코하마・오후나・히라스카・오다와라 방면 |
| 3 | ■하치코 선                                    | 군마후지오카・요리이・고마카와 방면                                            |
| 4 | (정기적으로 운행하는 열차는 진입을 하지 않음) | (정기적으로 운행하는 열차는 진입을 하지 않음)                                  |

## 인접역
동일본 여객철도
■다카사키 선・■■쇼난 신주쿠 라인
신마치 - 구라가노 - 다카사키
■하치코 선
기타후지오카 - 구라가노 - 다카사키